# Samisches Filmfestival
Das Samische Filmfestival (nordsamisch: Sámi Filbmafeastivála; engl.: Sámi Film Festival; norw.: Samisk filmfestival) war ein internationales Filmfestival, das von 1996 bis 2012 jedes Jahr zu Ostern in Kautokeino im norwegischen Fylke Finnmark stattfand. Schwerpunkt des Festivals bildeten Filme, die von und für das indigene Volk der Samen gemacht wurden.
Eine Besonderheit des Festivals war, dass die Filme zum Teil auf einer aus Schnee aufgebauten Leinwand gezeigt werden. Zu den Vorstellungen, die draußen gezeigt wurden, gehörten auch Sitzplätze und Wände aus Eis und Schnee, wobei die Form des Eiskinos von Jahr zu Jahr variierte. Das Eiskino galt als einziges Schneemobil-Drive-in-Kino der Welt, bei dem das Publikum mit Motor- oder Rentierschlitten anreisen und auf ihnen die Filme anschauen können.
Das Samische Filmfestival arbeitete mit anderen Festivals zum Beispiel aus den USA oder Polen zusammen, was den samischen Filmemachern die Möglichkeit gab, ihre Filme einem größeren Publikum vorzuführen. Das Festival kooperierte im Fortbildungsbereich mit dem Samischen Filmzentrum, das ebenfalls in Kautokeino liegt. Im Laufe des dreitägigen Festivals wurden rund 55 Filme gezeigt und Kurse und Seminare abgehalten.
Nach 16 Jahren wurde das Filmfestival eingestellt. Grund dafür waren polizeiliche Ermittlungen, die im September 2011 gestartet wurden, nachdem das Festival für die Jahre 2009 und 2010 keine Geschäftsbilanzen abgab.